# Campus Bad Gleichenberg

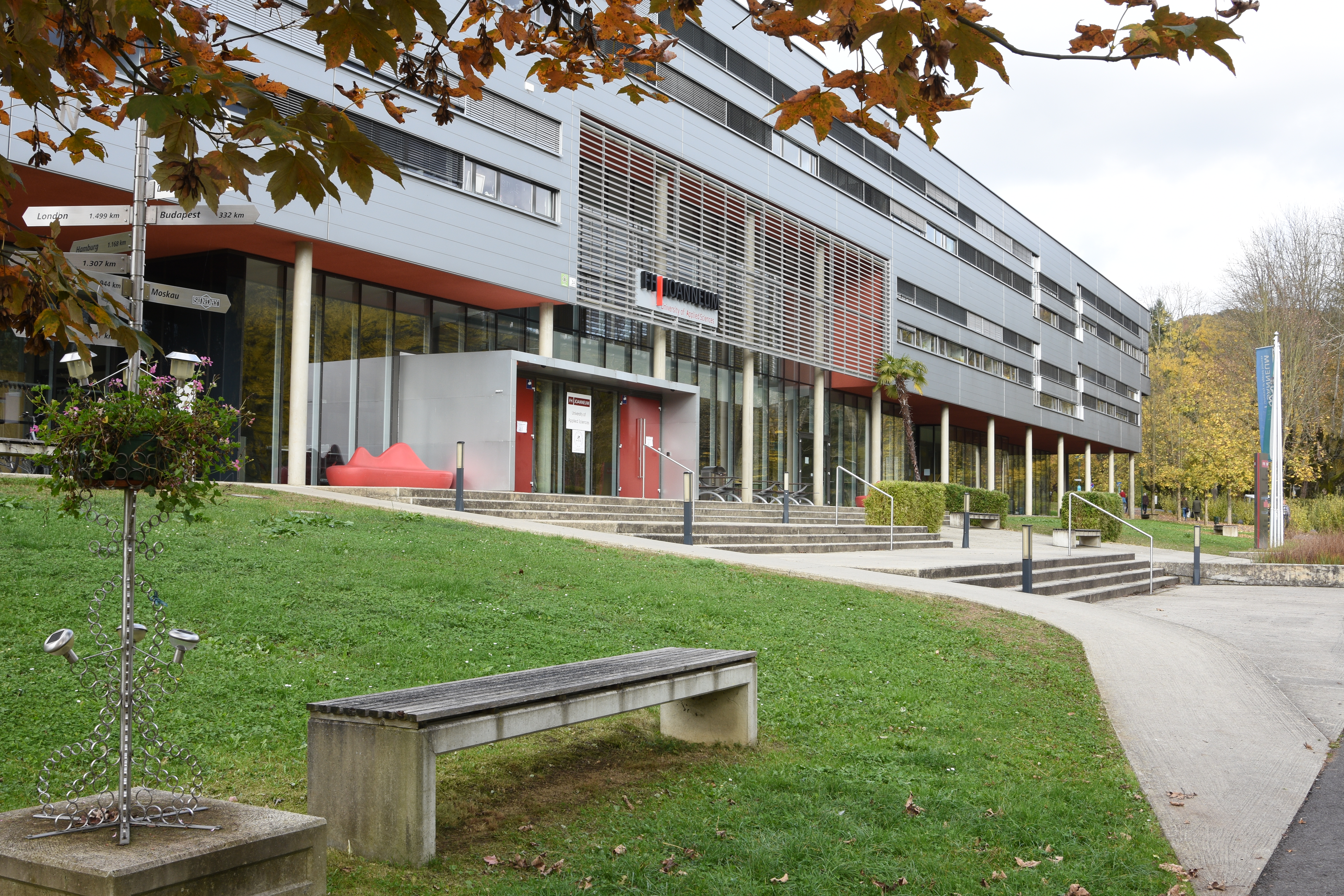
Fachhochschule FH-Joanneum Bad Gleichenberg

Der Campus Bad Gleichenberg der Fachhochschule Joanneum Graz ist eine hochschulische Außenstelle in Bad Gleichenberg im Vulkanland in der Oststeiermark.
Die Lehrgänge bestehen seit 2001. Der Kurort nennt sich „kleinste Hochschulstadt der Welt“.
Zusammen mit der Landesberufsschule Bad Gleichenberg (LBS BG) und den  Tourismusschulen Bad Gleichenberg (TS BG) bietet der Ort eine einschlägige Berufsbildung vom Lehrberuf bis zum Masterstudium.

## Geschichte
Bad Gleichenberg ist noch aus der Monarchiezeit her eine der ältesten Kurstädte (1843) und verfügt über natürliche Mineralquellen. Der florierende Kurbetrieb kam im Zuge des Zweiten Weltkriegs aber vollständig zum Erliegen.
Daher wurde 1949 die Gastwirtefachschule der Wirtschaftskammern (1946 in Pichl an der Enns gegründet, heute TS) und 1950/53 die Landesberufsschule (LBS) gegründet.
Nachdem die Gastwirtefachschule im Laufe des Thermenboom der 1980er sukzessive zu einer umfassenden berufsbildenden mittleren und höheren Schule ausgebaut worden war, und die Berufsschule die größte der Steiermark und die größte Tourismusberufsschule Österreichs wurde,  begann 2001 auch die Fachhochschule Joanneum am Standort einen Studiengang.  Damit wurde Bad Gleichenberg quasi das Kompetenzzentrum für Tourismus für Südostösterreich.
Es gab Anlaufschwierigkeiten, viele Studenten waren konsterniert, in der kleinen Provinzstadt zu studieren, und vor Ort gab es als Studienbetreuung einzig ein Sekretäriat. Der erste Jahrgang dieses Studium baute aber in Eigenregie eine gewisse Infrastruktur auf, und der sich als erfolgreich erweisende Lehrgang bekam 2004 ein eigenes Gebäude neben der HLT/HLS.
2006 wurden mit Diätik und Ergotherapie neue Studiengänge begonnen, dann auch Masterstudien, und es waren bald 350 Studenten vor Ort. Mit 2007/08 wurde auch begleitend an der Höheren Lehranstalt das Schulprofil von reiner Gastronomie hin zu Konzepten der Gesundheitsberufe erweitert,  und die Zusammenarbeit weiter intensiviert.
Im Jahr 2014 schied Elisabeth Schnegg-Primus, die den Lehrstuhl für Ergotherapie aufgebaut hatte, aus dem Team der Fachhochschule in den Freiberuf aus.

## Organisation
Der Campus der FH Joanneum umfasst drei Institute (Lehrstühle, Stand 2014):
- Gesundheits- und Tourismusmanagement: Eva Adamer-König (gehört zum Department für Management)[13]
- Diätologie und Ernährung: Elisabeth Pail (Department für Gesundheitsstudien, Pail)[14]
- Ergotherapie: Gabriele Schwarze (Department für Gesundheitsstudien, Pail)

## Ausbildung
Derzeit (2014/15) werden folgende Studiengänge angeboten:
- Gesundheitsmanagement im Tourismus (Bachelor: BA, VZ)
- Gesundheitsmanagement im Tourismus (Master: MA, VZ)
- International Hospitality and Spa Management (Master-Lehrgang: PLG, BB, ab WS 2015)
- Diätologie (Bachelor: BSc, VZ)
- Angewandte Ernährungsmedizin (Master-Lehrgang, berufsbegleitend: PLG, BB)
- Ergotherapie (Bachelor: BSc, VZ)

Für Bachelor- und Master-Studiengänge der FH Joanneum werden keine Studienbeiträge eingehoben. Die postgradualen Master-Lehrgänge sind kostenpflichtig.

## Wohnheime
Für die Studierenden gibt es zwei Wohnheime, eines der Österreichischen Jungarbeiterbewegung (ÖJAB-Haus Bad Gleichenberg Studentinnen- und Studentenwohnheim), und ein weiteres (Privates Bad Gleichenberger Studierendenheim), oder die Möglichkeit, Privatzimmer zu nehmen.

## Bauliches
Der Campus der Fachhochschule liegt direkt anschließend an den Campus der Tourismusschulen. „am schönsten und teuersten Platz des Kurparks“ von Bad Gleichenberg.
Es handelt sich um ein Hotelareal der Belle Époque, der nach seinen guten Jahren im und nach dem Krieg Lazarettstandort war, und durch Kampfhandlungen in den letzten Kriegswochen teils zerstört und dann wiedererrichtet wurde.
Das Gebäude südlich des alten Hotels Possenhofen der TS ist der Campus der Fachhochschule (Kaiser-Franz-Josef-Straße 24). Es wurde 2003 als funktioneller Bau errichtet.